# Harudes
Los harudes (en latín, Harudes, Julio César) o charudes (en griego, Charoudes, Ptolomeo) eran un grupo étnico que, según Ptolomeo (Libro II.10) vivían en el lado oriental del «Quersoneso címbrico», que es la denominación que Ptolomeo da a Jutlandia.

## Antigüedad
Se cree que los harudes son la población de la que surgió con anterioridad un ejército de 24.000hombres que cruzó el Rin bajo el mando de Ariovisto (Julio César, Comentarios a la guerra de las Galias, libro I. 31, 37 y 51), pero no hay evidencia que conecte con seguridad unos y otros. En César, Ariovisto había recibido una petición de ayuda por parte de los sécuanos celtas para que los ayudaran en su guerra contra los también celtas heduos. A su vez, le prometían a Ariovisto tierras, aunque no se sabe exactamente dónde. 
En cualquier caso, reuniendo fuerzas de una amplia zona de Germania, Ariovisto cruzó el Rin con un gran número de guerreros y derrotó a los heduos. Los pueblos germánicos, sin embargo, tenían sus propias prioridades. Estaban interesados en reasentarse en territorio celta, tanto entre los sécuanos como entre los heduos. Los celtas llamaron a César. Romanos y germanos compitieron por ver quién llegaba antes a la estratégica ciudad fortificada de Vesontion (Besançon), y los romanos llegaron primero y ocuparon la ciudad. Se encontraron y dirigieron al ejército germano a la zona entre la ciudad y el río, efectuando una matanza cuando los germanos intentaron escapar por el río, en el año 58 a. C. No se conoce con seguridad la suerte de los 24.000 harudes.
Algunos harudes de Germania debieron sobrevivir, pues continuaron perturbando a los romanos en el reinado de Augusto, el primer emperador romano. Se tiene cierta evidencia documental de que existieron: la Res Gestae Divi Augusti, "Hazañas del divino Augusto". En esta larga inscripción, los Charydes de Jutlandia se dice que pidieron la amistad con Roma.

## Migraciones germánicas
Durante la parte final de las migraciones germánicas, los harudes no aparecen en Jutlandia. En su lugar, se encuentran allí los anglos y los jutos, que emigraron a la isla de Britania. En Tácito los anglos se encuentran más al sur. Quizá no todos los harudes abandonaron Jutlandia, y los harudes pudieron haber sido un elemento constitutivo de los jutos. Hardsyssel, un distrito tradicional (syssel) de Jutlandia occidental, se cree que deriva de los harudes. Sus habitantes recibían, en danés, el nombre de harder.

## Noruega y más allá
Los anglos probablemente estaban ocupando territorio abandonado al menos en parte por los harudes, conforme los segundos emigraron a Noruega. Se cree que eran el pueblo Horder que se asentó en Hordaland y dieron su nombre al fiordo de Hardanger.
En una segunda teoría, los horder son los mismos que los Arochi que vivían en Scandza mencionados en el Getica de Jordanes, que data del siglo VI, pero puede referirse a cualquier época anterior a ellos. La "ch" en ese caso sería una corrupción de "th", con la "h" inicial omitida.
Jordanes había leído a Ptolomeo, pero pretendía estar escribiendo sobre épocas anteriores a las de Ptolomeo. Una comparación de la geografía germánica en las obras de los dos autores ha suscitado algunas cuestiones en referencia a la dirección en la que algunos germanos emigraron. En conjunto, basándose en Jordanes, la dirección se cree que fue hacia el sur desde Escandinavia, y es posible que los charudes de la Jutlandia de Ptolomeo llegaran allí en la Prehistoria desde una Hordaland más antigua.
Por otro lado, los Horder pudieron haber sido intrusos locales y posteriormente ir a Noruega. Algunos han ampliado esta idea para formar la teoría de que los godos eran originarios de Alemania y entraron en Escandinavia en la época de la migración germánica. Dado que esta hipótesis descarta el juicio de Jordanes pero acepta su imagen tribal, no es aceptada con carácter general.

## Etimología
El término latino Harudes también se encuentra en anglosajón como Hæredas y se relaciona con el nórdico antiguo Hörðar "Hords, habitantes del Hardangerfjord en Noruega". Este nombre está considerado como una extensión del germánico *xaruþaz (IE *k^osdho) "bosque" (cf. OE harað, OHG hard "bosque de montaña, colinas boscosos", MHG hart), haciendo de los harudes "aquellos que moran en los bosques". Se considera que esta raíz proviene del indoeuropeo *k^óss que significa "pino, conífera", semejante al ruso sosná "pino", griego kônos "cono, piñón", kôna "punto", kýneion "cicuta; hinojo gigante", Oroshi sānĵ "post".